# Anton Sergejewitsch Below
Anton Sergejewitsch Below (russisch Антон Сергеевич Белов; englische Transkription: Anton Sergeyevich Belov; * 26. Juli 1986 in Rjasan, Russische SFSR) ist ein russischer Eishockeyspieler, der zuletzt zwischen 2014 und 2021 beim SKA Sankt Petersburg in der Kontinentalen Hockey-Liga unter Vertrag stand.

## Karriere
Anton Below begann seine Karriere als Eishockeyspieler beim HK ZSKA Moskau, für dessen zweite Mannschaft er erstmals in der Saison 2003/04 in der drittklassigen Perwaja Liga aktiv war. In der gleichen Spielzeit gab er sein Debüt im professionellen Eishockey, als er in sechs Spielen für den HK Metschel Tscheljabinsk in der Wysschaja Liga, der zweiten russischen Spielklasse, auflief. Von 2004 bis 2008 gehörte der Verteidiger zum Stammkader von ZSKA Moskau in der Superliga. Im Sommer 2008 wechselte der russische Nationalspieler zum HK Awangard Omsk aus der neu gegründeten Kontinentalen Hockey-Liga, für den er in den folgenden fünf Saisons spielte. Für die Saison 2013/14 unterzeichnete Below einen auf ein Jahr beschränkten Einstiegsvertrag bei den Edmonton Oilers aus der National Hockey League.
Nach dieser Spielzeit verlängerte Below diesen Vertrag nicht und kehrte in seine Heimat zurück, wo er beim SKA Sankt Petersburg einen Kontrakt über vier Jahre unterschrieb und mit diesem 2015 und 2017 jeweils den Gagarin-Pokal gewann. 2021 verließ er den Klub nach über 370 KHL-Partien und 120 Scorerpunkten.

### International
Für Russland nahm Below im Juniorenbereich an den U18-Junioren-Weltmeisterschaften 2003 und 2004 sowie der U20-Junioren-Weltmeisterschaft 2005 teil. 
Im Seniorenbereich stand er 2007 und 2008 im Aufgebot seines Landes bei der Euro Hockey Tour. Seine erste Herren-Weltmeisterschaft absolvierte er 2013 und wurde im Winter 2012/14 für den Olympiakader für die Olympischen Winterspiele 2014 in Sotschi nominiert. Zudem nahm er 2014 an der Weltmeisterschaft teil, bei der er die Goldmedaille gewann und ins All-Star-Team gewählt wurde.

## Erfolge und Auszeichnungen
- 2012 KHL-Verteidiger des Monats Oktober
- 2014 All-Star-Team der Weltmeisterschaft
- 2014 KHL-Verteidiger des Monats September
- 2015 Gagarin-Pokal-Gewinn mit dem SKA Sankt Petersburg
- 2016 KHL-Verteidiger des Monats Februar
- 2017 Gagarin-Pokal-Gewinn und Russischer Meister mit dem SKA Sankt Petersburg

### International
- 2003 Bronzemedaille bei der U18-Junioren-Weltmeisterschaft
- 2004 Goldmedaille bei der U18-Junioren-Weltmeisterschaft
- 2005 Silbermedaille bei der U20-Junioren-Weltmeisterschaft
- 2014 Goldmedaille bei der Weltmeisterschaft
- 2015 Silbermedaille bei der Weltmeisterschaft
- 2016 Bronzemedaille bei der Weltmeisterschaft
- 2017 Bronzemedaille bei der Weltmeisterschaft

## Statistik
Stand: Ende der Saison 2018/19